# فيليب مايرز
فيليب مايرز هو لاعب هوكي الجليد كندي، ولد في 25 يناير 1997 في مونكتون في كندا.

## وصلات خارجية
- فيليب مايرز على موقع دوري الهوكي الوطني (الإنجليزية)
- فيليب مايرز على موقع EliteProspects.com (الإنجليزية)
- فيليب مايرز على موقع HockeyDB.com (الإنجليزية)
- فيليب مايرز على موقع Hockey-Reference.com (الإنجليزية)